# Caroline Kisker

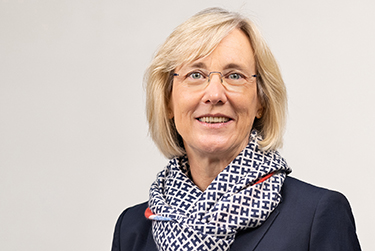
Caroline Kisker

Caroline Kisker  (* 1. Mai 1964 in Berlin) ist eine deutsche Biochemikerin und Lehrstuhlinhaberin für Strukturbiologie an der Universität Würzburg. Sie ist Sprecherin und Mitglied des Vorstands des Rudolf-Virchow-Zentrums – Center for Integrative and Translational Bioimaging der Universität Würzburg. Seit dem 1. April 2021 gehört Caroline Kisker als Vizepräsidentin für den Bereich Forschung und wissenschaftlicher Nachwuchs für eine Laufzeit von drei Jahren dem Präsidium der Universität Würzburg an.

## Leben
Caroline Kisker studierte Biochemie an der Freien Universität Berlin und promovierte dort 1994 in Strukturbiologie und Biochemie. Sie ging anschließend in die USA und verbrachte mehrere Jahre als Postdoktorandin am California Institute of Technology in Pasadena. Im Jahr 1998 wechselte sie als Assistant Professor an die Stony Brook University und war dort anschließend von 2011 bis 2005 Associate Professor.
Im Jahr 2005 wurde Caroline Kisker als Professorin an das Rudolf-Virchow-Zentrum für Experimentelle Biomedizin der Universität Würzburg berufen. Von 2009 bis 2021 war sie Dekanin der Graduiertenschule für Lebenswissenschaften, die zweimal im Rahmen der Exzellenzinitiative des Bundes und der Länder ausgezeichnet wurde. Von 2009 bis 2016 war Caroline Kisker stellvertretende Leiterin des Rudolf-Virchow-Zentrums für Experimentelle Biomedizin; von 2016 bis 2020 leitete sie das Zentrum gemeinsam mit Bernhard Nieswandt.
2021/2021 war sie Sprecherin des Rudolf-Virchow-Zentrums, das nach einer im Jahr 2020 erfolgten Neuausrichtung zum Rudolf-Virchow-Zentrum – Center for Integrative and Translational Bioimaging umbenannt wurde. Aktuell gehört Caroline Kisker gemeinsam mit dem Sprecher Markus Sauer und Bernhard Nieswandt dem geschäftsführenden Vorstand an.
Der Würzburger Universitätsrat wählte sie zum 1. April 2021 mit einer Amtszeit von drei Jahren zur Vizepräsidentin der Universität. In dieser Funktion ist sie für das Ressort „Forschung und wissenschaftlicher Nachwuchs“ zuständig.

## Forschung
Caroline Kiskers Forschungsschwerpunkte sind die Strukturbiologie und Biochemie. In der Strukturbiologie erforscht sie mit ihrer Arbeitsgruppe den Aufbau von Proteinen und ihrer Komplexe mittels Röntgenkristallstrukturanalyse und Kryo-Elektronenmikroskopie. Ein detailliertes Verständnis dreidimensionaler Strukturen auf molekulare Ebene ermöglicht neue Einblicke in Proteinfunktionen und ihrer Interaktionen. So erforscht Caroline Kisker essentielle Lebensvorgänge wie die Reparatur geschädigter DNA, zielgerichtete Modifikationen von Proteinen und die Strategien zahlreicher Erreger, zelluläre Verteidigungsmechanismen zu unterlaufen. Die in ihrer Forschung entschlüsselten dreidimensionalen Proteinstrukturen liefern Caroline Kisker auch entscheidende Ansatzpunkte für die Entwicklung neuer pharmazeutischer Wirkstoffe.
Ihr Interesse im Bereich der DNA-Reparatur konzentriert sich auf den Mechanismus der Nukleotid-Exzisions-Reparatur (NER). Dieser spielt bei der Reparatur von DNA-Schäden, zum Beispiel nach UV-Einwirkung oder durch chemotherapeutische Wirkstoffe, eine entscheidende Rolle. Im Labor von Caroline Kisker wurde unter anderem das Enzym XPD analysiert, das bei der Erkennung von DNA-Schäden beteiligt ist, und gezeigt, wie sich Mutationen dieses Proteins phänotypisch auswirken. Mutationen im XPD-Enzym führen unter anderem zur Mondscheinkrankheit (Xeroderma pigmentosum) und zu Kleinwuchs (Cockayne-Syndrom bzw. Trichothiodystrophie).
Caroline Kisker beschäftigt sich mit ihrer Arbeitsgruppe auch mit der Entwicklung neuer pharmazeutischer Wirkstoffe mittels „structure based drug design“. Ihre Forschung hat dazu beigetragen, Angriffspunkte gegen Tuberkulose zu identifizieren. So gelang es ihr, die Struktur des Enzyms FadA5, das eine wichtige Rolle bei chronischen Tuberkuloseinfektionen spielt, im Cholesterin-Stoffwechsel von Mycobacterium tuberculosis im Detail zu analysieren. Bei Chlamydia trachomatis, dem Erreger der am häufigsten auftretenden sexuell übertragbaren Infektion, charakterisierte Caroline Kisker die Deubiquitinase ChlaDUB1 in Gegenwart von Inhibitoren, die sich möglicherweise pharmazeutisch gezielt weiterentwickeln lassen.
Neben bakteriellen Proteinen sind auch humane Proteine, die bei der Tumorentwicklung eine Rolle spielen, im Fokus ihrer Forschung. So wurden die Strukturen der humanen Deubiquitinasen USP28 und USP25 mittels Röntgenstrukturanalyse bestimmt und die Entwicklung spezifischer Inhibitoren gegen diese Enzyme sind Gegenstand aktueller Untersuchungen.

## Auszeichnungen
- Seit 2017 Mitglied der Bayerischen Akademie der Wissenschaften[2]
- Seit 2011 Mitglied (Matrikel-Nr. 7419) in der Sektion Biochemie und Biophysik der Nationalen Akademie der Wissenschaften Leopoldina[3]
- 2000 PEW-Stipendiatin für biomedizinische Forschung[4]
- 1995–1997 Postdoc-Stipendium der Deutschen Forschungsgemeinschaft
- 1995 Carl-Ramsauer-Preis

## Engagement in der Forschung
- Seit 2023 Mitglied im Auswahlausschuss für den Gottfried Wilhelm Leibniz-Preis (DFG)
- Seit 2021 Vizepräsidentin für Forschung und wissenschaftlichen Nachwuchs der Julius-Maximilians-Universität Würzburg, Deutschland
- 2020–2021 Sprecherin des Rudolf-Virchow-Zentrums – Center for Integrative and Translational Bioimaging der Julius-Maximilians-Universität Würzburg, Deutschland
- 2020–2024 Mitglied des ‘Fachkollegium 201 – Grundlagen der Biologie und Medizin’
- Seit 2020 Mitglied des Wissenschaftlichen Beirats des Exczellenzclusters ‘Multiscale Bioimaging: von molekularen Maschinen zu Netzwerken erregbarer Zellen (MBExC)’[5]
- Seit 2020 Mitglied des International Advisory Board of the International Institute of Molecular and Cell Biology in Warschau
- Seit 2019 Mitglied des Editorial Board of NAR Cancer[6], Oxford University Press
- 2018–2021 Präsidentin der Deutschen Gesellschaft für DNA-Reparaturforschung (DGDR)[7]
- 2016–2020 Leiterin (zus. mit Bernhard Nieswandt) des Rudolf-Virchow-Zentrums für Experimentelle Biomedizin, Julius-Maximilians-Universität Würzburg, Deutschland
- 2014–2019 Mitglied des Senats- und Bewilligungsausschusses für Graduiertenkollegs der DFG
- 2014 Gutachterin für den European Research Council
- 2013 Mitglied des Wissenschaftlichen Beirats der Bayerischen Forschungsstiftung
- 2012–2020 Mitglied und stellvertretende Vorsitzende des Wissenschaftlichen Beirats des Helmholtz Centre for Infection Research
- 2007–2012 Stellvertretende Vorsitzende der Sektion Structural Biology der Deutschen Gesellschaft für Biochemie und Molekularbiologie/German Society for Biochemistry and Molecular Biology
- Seit 2002 im Editorial Board DNA Repair